# إيرليند هانستفيث
إيرليند هانستفيث (بالنرويجية البوكمول: Erlend Hanstveit)‏ (28 يناير 1981 ببرغن في النرويج - ) هو لاعب كرة قدم نرويجي في مركز الدفاع. شارك مع Norway national under-15 association football team ‏ ومنتخب النرويج تحت 17 سنة لكرة القدم ومنتخب النرويج تحت 18 سنة لكرة القدم ومنتخب النرويج تحت 19 سنة لكرة القدم ومنتخب النرويج تحت 21 سنة لكرة القدم ومنتخب النرويج لكرة القدم. أما مع النوادي، فقد لعب مع نادي بران ونادي غينت ونادي هلسينغبورغ.

## مسيرته الكروية
لعب إيرليند هانستفيث خلال مسيرته الاحترافية مع 3 أندية في تسعة عشر موسمًا وسجل خلالها 10 أهداف ضمن 332 مباراة. حيث فاز في ثلاثة مواسم بالكأس وفي موسمين بالدوري.
خاض إيرليند هانستفيث مسيرته مع نادي بران في موسم 1998 في المرة الأولى ليلعب معه أحد عشر موسمًا ثم في عامي 2014-2016 ولمدة موسمين، مشاركًا طوالها في 230 مباراة سجل خلالها 9 أهداف. ثم انتقل إلى نادي غينت في موسم 2008–09 واستمر معه طيلة ثلاثة مواسم، حيث شارك في 50 مباراة ولم يسجل أي هدف. لينتقل بعدها إلى نادي هلسينغبورغ في موسم 2011 واستمر معه طيلة ثلاثة مواسم، مشاركًا في 52 مباراة سجل خلالها هدفًا واحدًا.

## وصلات خارجية
- إيرليند هانستفيث على موقع اتحاد النرويج (النرويجية)
- إيرليند هانستفيث على موقع اتحاد السويد (السويدية)
- إيرليند هانستفيث على موقع قاعدة بيانات كرة القدم.إي يو (الإنجليزية)
- إيرليند هانستفيث على موقع ناشيونال فوتبول تيمز (الإنجليزية)
- إيرليند هانستفيث على موقع عالم كرة القدم.نت (الإنجليزية)
- إيرليند هانستفيث على موقع AS.com (الإسبانية)